# Ahmadou Tall
Pour les articles homonymes, voir Tall.
Ahmadou Tall (21 juin 1836, à Sokoto[réf. nécessaire] - mort dans la province de Sokoto, le 15 décembre 1897,, est le souverain de l'Empire toucouleur de Ségou (Mali actuel) de 1864 à 1890.

## Biographie

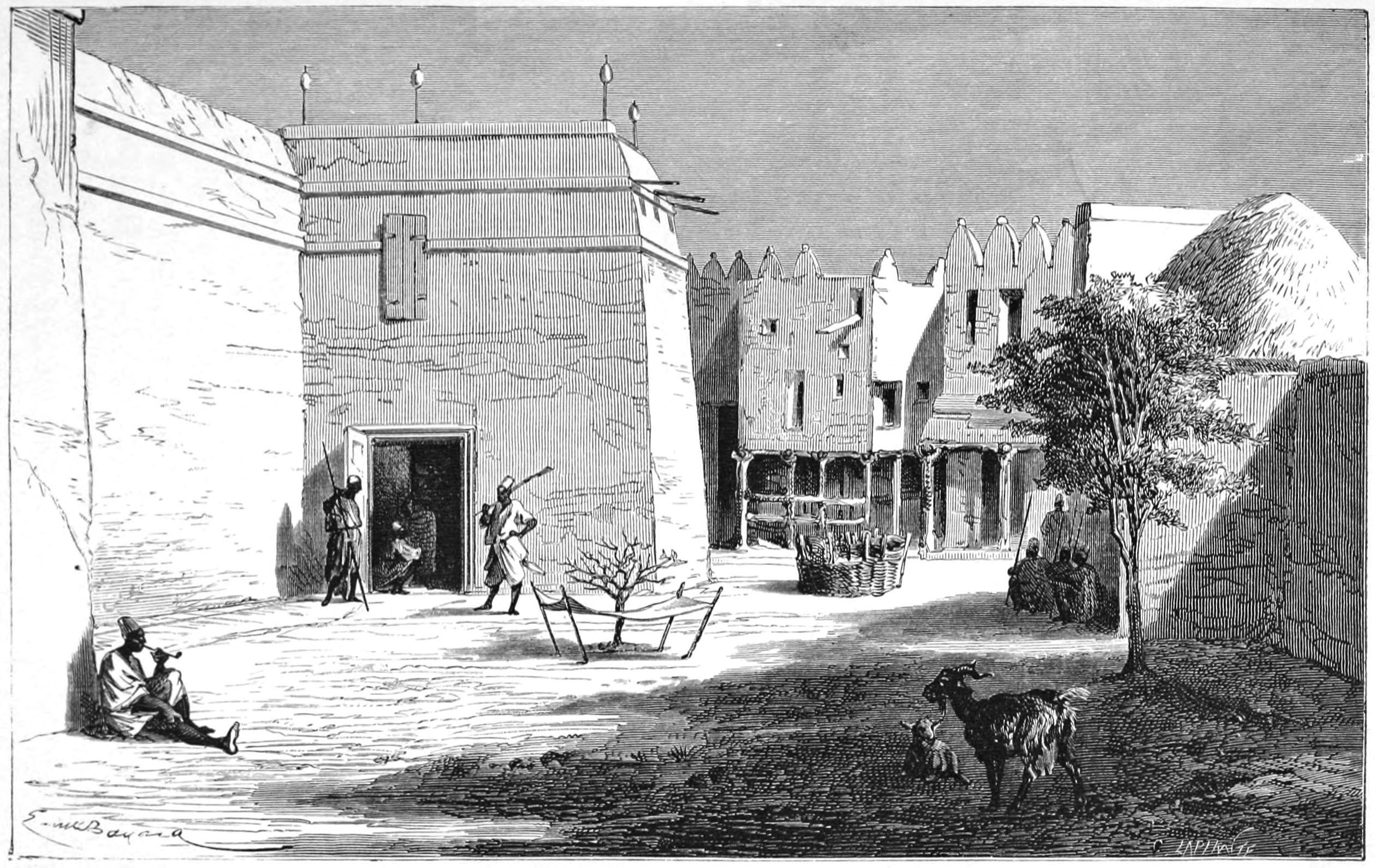
Palais d'Ahmadou à Ségou (1872)

Fils du chef toucouleur Oumar Tall, il se maintint, après la mort de son père (1864), à Ségou, sur le Niger. En 1879-1880, il retint pendant près d’un an prisonnière la mission commandée par Gallieni, qui ne put obtenir de lui un traité reconnaissant le protectorat français. Après avoir entretenu quelque temps des rapports pacifiques avec la France, vers 1887/1888, il reprit ses raids, mais fut chassé de Ségou par le colonel Archinard (1890). Il se réfugia alors au Macina, qui fut également conquis par les Français (1893), et cessa à cette époque de jouer un rôle, malgré son alliance avec Samory.

Le photographe Joannès Barbier documente les massacres de 1891.

Photographies du massacre de Bakel, 1891.
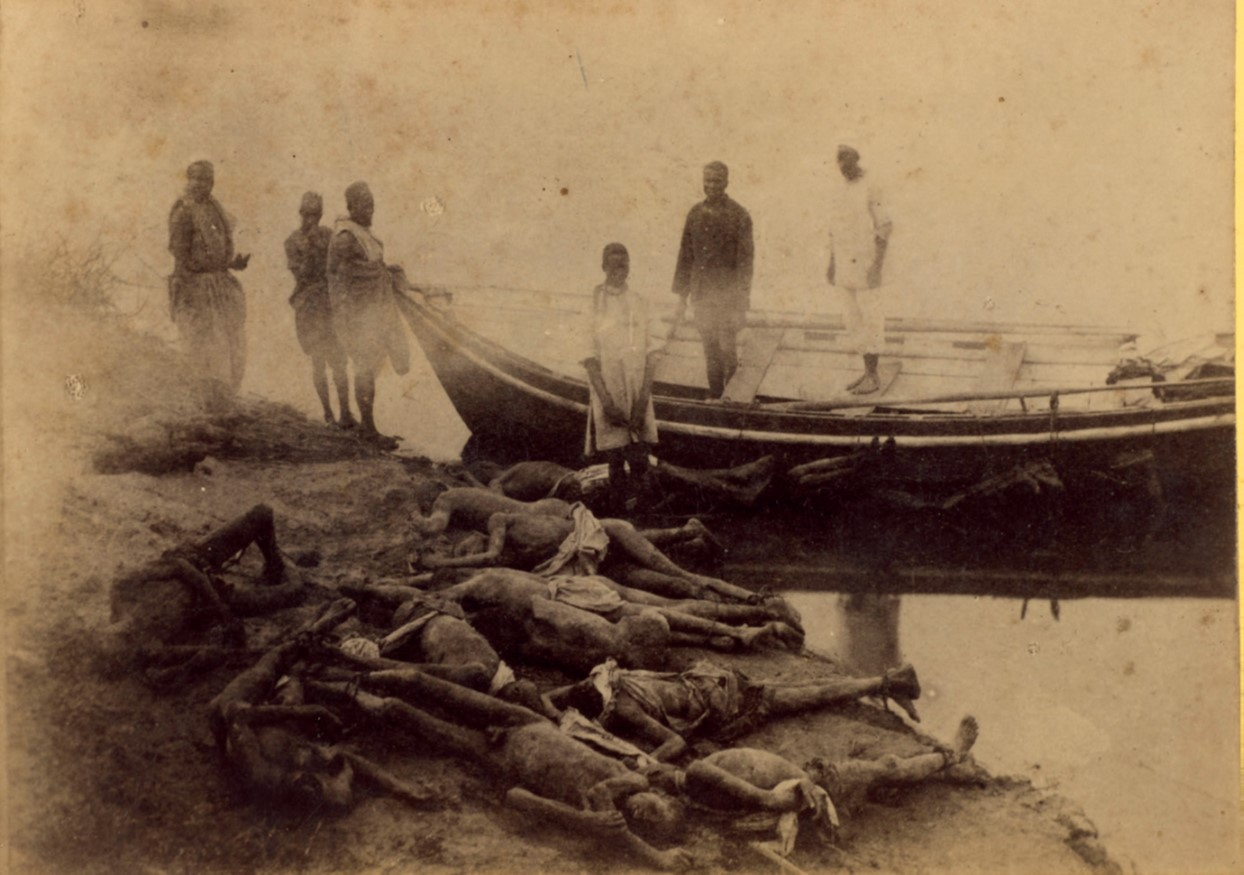
Joannès Barbier, « Les corps traînés au bord du fleuve pour être jetés à l’eau », janvier 1891, tirage aristotype collé sur carton, collection Musée de l'Armée.
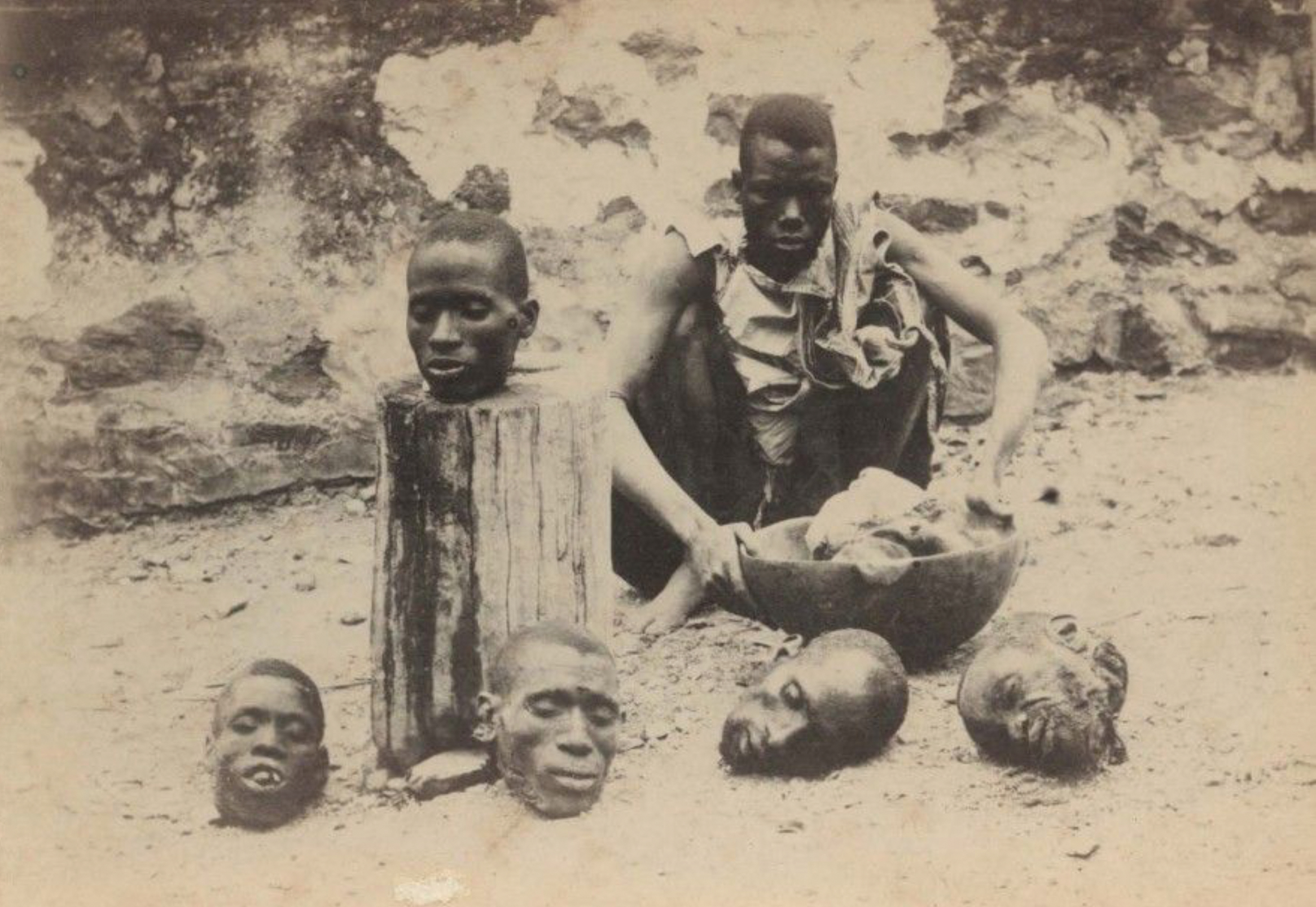
Joannès Barbier, «Indigène venant d'apporter à Bakel des têtes de prisonniers capturés parmi les fuyards des bandes d'Ahmadou», 1891, Musée de l'Armée.